# Shohei Mishima
Shohei Mishima (三島 頌平 Mishima Shohei?), född 20 november 1995 i Gifu prefektur, är en japansk fotbollsspelare.
Mishima började sin karriär 2018 i FC Gifu.